# 芸術工学部

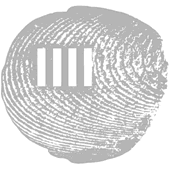
九州芸術工科大学の学章

芸術工学部（げいじゅつこうがくぶ、Faculty of Design）とは、技能や技術の総合学としての工学に、芸術という学際性を組み込み、摺り合わせていくことでの融合を目指した、人文・社会科学・科学技術にまたがる学際的複合領域の学部である。
なお、芸術工学はデザインの学術用語である。
芸術工学部の前身は、1968年に設立された九州芸術工科大学に設置されたのが最初である。その後、2003年10月に九州大学と九州芸術工科大学が合併統合し、九州大学芸術工学部となった。芸術工学部は他にも、名古屋市立大学、東海大学などに設置されている（東海大学は2012年度より芸術工学部の募集を停止）。
類似する学部としては、東北芸術工科大学のデザイン工学部、神戸芸術工科大学のデザイン学部などがある。詳細は芸術工科大学を参照のこと。

## 沿革
以下はから抜粋。詳しくは 九州芸術工科大学#沿革 を参照。
昭和37年12月、福岡市を中心とする九州文化推進協議会が、国立の芸術大学を福岡市に設立することを国に要望する決議を行い、それをきっかけに、昭和38年2月「国立九州芸術大学設置期成会」が創立される。それが後に産業芸術大学の構想へと変化した。
これらの要望を受けた文部省（当時）は、昭和39年度から調査・検討を重ね、昭和41年10月には大学設置のための準備会を設けた。
昭和43年4月1日、環境設計学科、工業設計学科、画像設計学科及び音響設計学科の4学科からなり、
「技術を人間生活に適切に利用するために、技術の基盤である科学と人間精神の最も自由な発現である芸術とを総合し、技術の進路を計画し、その機能の設計について研究するとともに、人文、社会、自然にまたがる知識と芸術的感性を基盤とする設計家を養成すること」
を目的とした「九州芸術工科大学」が開設された。
昭和52年に大学院修士課程、平成5年には大学院博士課程を設置。平成9年4月には、新たに芸術情報設計学科を設置して5学科体制となり、最終的に平成15年10月に九州大学に統合・合併された。
その後、全国各地に芸術工科大学が作られていった。

## 特色
教育理念や授業内容などは、大学・学部・学科によって異なるため、代表的な3大学の例を挙げる。

### 九州大学 芸術工学部
2003年10月に、九州大学が九州芸術工科大学を統合して設置した。
科学技術と芸術的感性の融合による「技術の人間化」を企図した九州芸術工科大学の理念と思想を現在もそのまま継承している。
九州芸術工科大学の開学時より、福岡県福岡市南区塩原4-9-1にキャンパスがあり、九州大学との統合後は、同大学の大橋キャンパス（大橋地区）となった。

#### 芸術工学部と芸術工学専攻
2017年現在は、芸術工学部・大学院芸術工学府には以下に5つの学科と芸術工学専攻（修士課程・博士後期課程）がある。
このほか所属教員の中には未来デザイン学センターや、統合新領域学府と、人間科学分野であればユーザー感性学専攻やオートモーティブサイエンス専攻などと、兼担をしている場合もある。
環境設計
芸術工学部では、環境設計学科で、建築、ランドスケープの構築・環境デザインと、文化財等の遺産マネジメントを学ぶ学科である。

大学院芸術工学府 芸術工学専攻では、環境･遺産デザインコースで、芸術工学研究院は、環境デザイン部門。
建築史学・文化財学の遺産理論講座、環境・遺産マネジメント講座、構築環境デザインとランドスケープ・社会環境デザインの環境デザインテクノロジー講座で、この他に、グローバル・アーキテクト・プログラムを設けている。

工業設計
芸術工学部には、工業設計学科で、工業設計（Industrial Design）人間工学を学ぶ学科である。

大学院芸術工学府 芸術工学専攻では、デザイン人間科学コース（博士前期課程と博士後期課程）／デザイン人間科学国際コース（博士課程）で、芸術工学研究院は、デザイン人間科学部門。
生理人類学、知覚心理学、生体情報数理学の各講座である。

画像設計と音響設計
芸術工学部には、画像設計学科で、視覚学分野（視覚科学、心理学）、視覚芸術学分野（映像デザイン）、画像工学分野（画像処理等）を学ぶ学科であり、
音響設計学科は、音文化学、音響環境学、音響情報学の各分野を学ぶ学科である。

特に音響設計学科は、音楽と音響の領域を芸術工学の一分野として研究教育する、日本や世界でも稀有な大変珍しい学科である。

大学院芸術工学府 芸術工学専攻では、コミュニケーションデザイン科学コースで、芸術工学研究院はコミュニケーションデザイン科学部門。
画像情報工学の視聴覚情報融合講座や画像情報伝達講座、音文化・アートマネジメント、音響デザイン学、情報音響システム学の音響情報伝達講座の他、ホールマネジメントエンジニアリング講座（修士課程）がある。

芸術情報設計
芸術工学部には、芸術情報設計学科 - 芸術文化論、メディア設計学（マルチメディアコミュニケーション）、情報環境学（情報通信とメディア環境を開発）を学ぶ学科である。

大学院芸術工学府 芸術工学専攻ではコンテンツ･クリエーティブデザインコースで、芸術工学研究院はコンテンツ･クリエーティブデザイン部門。
美学美術史学の芸術表現学講座、インタラクションデザインやコンテンツデザインのデジタルコンテンツデザイン講座
ソーシャル・イノベーションデザイン、グラフィック、インダストリアルデザインなどのクリエーティブデザインクリエーティブデザイン講座がある。

#### デザインストラテジー専攻
また、デザインストラテジー専攻（修士課程・博士後期課程）の専攻を設置している。芸術工学研究院はデザインストラテジー部門。
この専攻については、デザインビジネス講座、ストラテジックアーキテクト講座、ストラテジックエクスペリエンス講座とがあり、芸術工学府が持つ「高次のデザイン」の教育理念のもとに社会が求める新たなデザイン人材像を追求し、ビジネスにおいてデザインを戦略的に推進する、知識と実践力を持ったデザインストラテジストを養成している。
ソーシャル・システムデザインやデザイン人間科学（ソーシャル・イノベーションデザインやソーシャル・コミュニケーションデザイン）ソーシャル・イノベーションデザインなどの分野を開設している。

#### 付設施設
九州大学イノベーションデザインネクストが、九州大学大学院 芸術工学研究院での「デザイン教育研究」拠点として設置されている。
この他、附属施設として、環境設計グローバル・ハブ、ソーシャルアートラボ、応用知覚科学研究センター、応用生理人類学研究センターなどが設置されている。

### 名古屋市立大学 芸術工学部
名古屋市立大学芸術工学部は、1996年に創立され、2000年には大学院博士前期課程、2002年には同後期課程が設置された。
教育理念として、人間理解・技術・感性の3つの柱を掲げており、総合デザイナーを育成することを目指している。
芸術工学部は、情報環境デザイン学科、産業イノベーションデザイン学科、建築都市デザイン学科で構成され、博士課程は、情報環境デザイン領域、産業イノベーションデザイン領域、建築都市領域で構成される。
名古屋市千種区の北千種キャンパスを研究拠点としており、最新鋭の施設設備が充実している。

### 東海大学 芸術工学部
2008年4月に芸術工学研究科と共に開設。2012年度以降は募集を停止し、東海大学国際文化学部デザイン文化学科へと移行したが、同学科も2022年度募集停止し、以降は同じ国際文化学部の地域創造学科に引き継がれる。
感性と技術の融合をテーマとし、鋭い洞察力と幅広い生活体験、的確な判断力や応用力、豊かな創造力・表現力を身につけることを目標としており、学科は、くらしデザイン学科、建築・環境デザイン学科の2学科が存在していた。
旭川キャンパスを拠点としており、最新の設備に加え、コレクション室や図書室などの作品展示もあり、スウェーデンやノルウェー、フィンランドなどの北欧諸国のデザイン系大学とも積極的に学術交流協定を結んでいた。

## 大学一覧
以下、芸術工学部及び類似する学科が存在する大学・大学院を列挙する（2014年4月現在、重複あり）。

### 大学（学部）
- 九州大学 芸術工学部[1]
- 名古屋市立大学 芸術工学部[19]
- 東海大学 芸術工学部（2012年度から募集停止、デザイン文化学科に移行）[5]
- 千葉大学工学部 総合工学科（旧東京高等工芸学校→東京工業専門学校）
  - 旧情報画像学科 → 現情報工学コース、旧画像科学科 → 現デザインコース情報コミュニケーション教育研究領域、旧デザイン学科 → 現デザインコース 等を有する
- 京都工芸繊維大学（旧京都高等工芸学校→京都工業専門学校）
  - 設計工学域情報工学課程、デザイン経営工学課程、造形科学域、デザイン・建築学課程等を有する
- 昭和音楽大学 芸術工学部芸術工学科（2027年度設置予定）
- 東京都立大学 システムデザイン学部 インダストリアルアート学科

### 芸術工科大学
- 九州芸術工科大学（2003年に九州大学と統合）[10]
- 神戸芸術工科大学[20]
- 東北芸術工科大学[21]

### 大学院
- 芸術工学研究科
  - 九州大学 大学院芸術工学府[1]
  - 名古屋市立大学 大学院芸術工学研究科[19]
  - 東海大学 大学院芸術工学研究科（2013年度から募集停止、生活デザイン専攻に移行）[22]
  - 神戸芸術工科大学大学院芸術工学研究科[23]
  - 東北芸術工科大学 大学院芸術工学研究科[24]
- 千葉大学大学院工学研究院融合理工学府
  - 旧創成工学専攻 デザインコース→現創成工学専攻 イメージング科学コース 等を有する
- 京都工芸繊維大学 大学院 工芸科学研究科
  - 情報工学専攻画像工学、デザイン経営工学専攻、デザイン学専攻 等を有する

### 大学
- 九州芸術工科大学
- 九州大学
- 東北芸術工科大学
- 神戸芸術工科大学
- 名古屋市立大学
- 東海大学

### 用語
- 芸術工科大学
- 工科大学
- 芸術大学
- 工芸大学（美術工芸大学）- 東京工芸大学、金沢美術工芸大学など

### 関連する学部
- 芸術学部
- 工学部
- 造形学部
- デザイン学部
- デザイン工学部
- 情報デザイン工学部